# Dampierre-sous-Brou

Dampierre-sous-Brou este o comună în departamentul Eure-et-Loir, Franța. În 1 ianuarie 2022 avea o populație de 445 de locuitori.